# Селница об Драви
Селница об Драви (словен. Selnica ob Dravi) је градић и управно средиште истоимене општине Селница об Драви, која припада Подравској регији у Републици Словенији.
По попису становништва из 2011. године, насеље Селница об Драви имало је 1.297 становника.